# Janine Charrat
Janine Charrat (n. 24 iulie 1924, Grenoble, Franța – d. 29 august 2017, Rueil-Malmaison, Métropole du Grand Paris, Franța) a fost o dansatoare, coregraf și regizor de balet francez.

## Biografie
Janine Charrat a fost fiica unui colonel de pompieri francez. Ea a dobândit încă de la vârsta de doisprezece ani o reputație de copil minune prin rolul pe care l-a jucat în filmul Le Mort du cygne realizat de Jean Benoît-Lévy. Căutând un partenes de dans, criticul Irène Lidova i l-a prezentat pe Roland Petit cu care a reușit să formeze un cuplu de succes. În anul 1945 a realizat primul său balet intitulat Jeu de cartes pentru Balletts des Champs-Elysées. În anul 1951 și-a fondat prima companie Ballets Janine Charrat, care a purtat și numele de Ballets de France.
A lucrat cu mari personalități ai secolului al XX-lea - coregrafi, autori, compozitori, oameni de teatru, pictori, decoratori și designeri de costume, așa cum au fost Jean Babilée, Pierre Balmain, Jean Bazaine, Bertold Brecht, Marius Constant, Paul Delvaux, Leonor Fini, Jean Genet, Arthur Honegger, Joseph Kosma, Marcel Landowski, Fernand Léger, Serge Lifar, Jean-Denis Maillart, Darius Milhaud, Francis Poulenc, Maurice Ravel, Henri Sauguet, Pierre Soulages, Igor Stravinsky, Maurice Thiriet, Jean Vilar, Jean Wiener sau Kurt Weill. Jean Cocteau a spus despre ea că „... Janine Charrat, [este] o călătoare singură, [care] trece dincolo de stele”.
În 1978, a devenit consultant de dans la Centre national d'art et de culture Georges-Pompidou din Paris.

## Premii
- 1979 - Comandant al Artelor și Literelor;
- 1990 - Ofițer al Legiunii de Onoare, decorat de Jack Lang, ministrul Culturii;
- 1995 - Comandant al Ordinului Național al Meritului, decorat de Philippe Douste Blazy, ministrul Culturii;
- 1999 - Comandant al Legiunii de Onoare, numit de Jacques Chirac, președintele Republicii.